# CENTR
CENTR (Council of European National Top-Level Domain Registries) ist eine internationale „non-profit“ (nicht gewinnorientierte) Vereinigung von ccTLD Registries.

## Geschichte und Zielsetzung
Die Lobbyorganisation mit heutigem Sitz in Brüssel wurde 1998 zunächst mit rein europäischem Fokus gegründet, die Mitgliedschaft steht heute aber jeder Registry offen, die eine ccTLD gemäß ISO 3166-1 verwaltet.
Hauptzweck ist der Lobbyismus, insbesondere die Vertretung der ccTLD-Interessen gegenüber ICANN. Hierbei nimmt die Organisation eine dezentrale Position gegenüber den oft zentralistischen Vorstellungen der ICANN ein und argumentiert, dass jede nationale Internet-Community ihre eigene Top Level Domain nach lokal geeignet erscheinenden Richtlinien verwalten soll. Dies sei alleine schon aufgrund der Vielfalt der nationalen Gesetze und sonstigen Gegebenheiten notwendig. ICANN sieht dagegen Vorteile für die Stabilität, Leistungsfähigkeit und Benutzbarkeit des Internet, wenn globale Standards eingehalten werden.
Dieser grundsätzliche Konflikt war auch ein Hauptthema des Weltgipfels zur Informationsgesellschaft. Er äußert sich häufig in dem Vorwurf, dass die von ICANN vorgesehenen globalen Standards amerikanisch geprägt seien, was nicht zuletzt der Abhängigkeit der ICANN vom US-Handelsministerium geschuldet sei. Dazu werden mitunter Befürchtungen artikuliert, dass die USA ihre Erfindung Internet über das Vehikel ICANN auch in Zukunft kontrollieren möchten. Die Gegenposition weist auf die Realitäten der Finanzierung des Internets und der ICANN selbst hin, in beiden Fällen waren hauptsächlich die amerikanische Regierung und amerikanische Firmen beteiligt.
Neben der Interessenvertretung hat die Vereinigung noch weitere Aufgaben. So veranstaltet sie externe und interne Fachkonferenzen zu technischen, organisatorischen und rechtlichen Fragen des Betriebs von ccTLD Registries. Außerdem werden die best Practices(informelle, aber bewährte Methoden) der knapp 40 Mitglieder (Stand Ende 2005) gesammelt und dokumentiert.